# Forada, Minnesota
Forada, Minnesota (енгл. Forada) град је у америчкој савезној држави Минесота.

## Демографија
По попису из 2010. године број становника је 185, што је 12 (-6,1%) становника мање него 2000. године.
| Група             | 2000.        | 2010.       |
| Белци             | 197 (100,0%) | 179 (96,8%) |
| Афроамериканци    | 0 (0,0%)     | 0 (0,0%)    |
| Азијати           | 0 (0,0%)     | 1 (0,5%)    |
| Хиспаноамериканци | 0 (0,0%)     | 2 (1,1%)    |
| Укупно            | 197          | 185         |